# Anopheles deemingi
Anopheles deemingi este o specie de țânțari din genul Anopheles, descrisă de Michael William Service în anul 1970.
Este endemică în Nigeria. Conform Catalogue of Life specia Anopheles deemingi nu are subspecii cunoscute.